# Paula Ivan
Paula Ivan   (Herăști, 20 de juliol de 1963) fou una atleta romanesa, especialista en proves de mig fons. Als Jocs Olímpics de Seül va guanyar la medalla d'or als 1.500 m i la de plata als 3.000 m.
A finals dels anys 80 va ser una de les millors especialistes en carreres de mig fons del món. Va començar a destacar internacionalment el 1987, amb bones marques als 800 m (1'57"2), 1.500 m (4'01"03) i 3.000 m (8'39"28). Aquell any va guanyar els 1.500 i 3.000 m. a la Universíada de Zagreb, Iugoslàvia.
Amb tot, el seu gran any arribaria el 1988, quan als Jocs Olímpics de Seül, als 25 anys, va guanyar la medalla d'or als 1.500 m. amb un temps de 3'53"93, la segona millor marca de la història fins aquell moment en aquesta distància, i superant àmpliament les soviètiques Laima Baikauskaite (plata) i Tatyana Samolenko (bronze). Als 3.000 m va guanyar la medalla de plata fent la seva millor marca (8'27"15), per darrere de la soviètica Samolenko, or amb 8'26"53.
El 1989 fou la dominadora en ambdues distàncies. Durant la temporada de pista coberta va guanyar l'or a la prova dels 1.500 metres del Campionat d'Europa en pista coberta, i a l'estiu va fer les millors marques mundials dels 1.500 m, amb 3'59"23, fets a Niça, França, i dels 3.000 m, con 8'38"48, fets a Gateshead, Anglaterra. A més el 10 de juliol va batre a Niça el rècord mundial de la milla amb un temps de 4'15"61.
Aquell mateix any també va guanyar els 1.500 m de la Copa del Món d'Atletisme que es va disputar a Barcelona, i va repetir els triomfs als 1.500 i 3.000 m de la Universíada de Duisburg, Alemanya.
Ivan es va retirar de l'esport després de la temporada 1989 i més tard va treballar com a entrenadora, amb un breu retorn l'any 2000.
Tot i ser encara jove, i amb una trajectòria magnífica, a partir d'aquell any va desaparèixer de la primera línia mundial. Actualment continua tenint els rècords de Romania de 1.500 m i de la milla. El 2002 va començar a treballar a la Facultat d'Educació Física i Esport de la Universitat Spiru Haret de Bucar.

## Millors marques
Marques:
- 800 m. 1'56"42. Ankara, 16 de juliol de 1988
- 1.000 m. 2'34"73. Londres, 14 de juliol de 1989
- 1.500 m. 3'53"96. Seül, 1 d'octubre de 1988
- Milla. 4'15"61. Niça, 10 de juliol de 1989
- 3.000 m. 8'27"15. Seül, 25 de setembre de 1988
- 5.000 m. 15'31"22. Hamamatsu, 7 de maig de 1989